# Gante-Wevelgem 1987
La Gante-Wevelgem 1987 fue la 49.ª edición de la carrera ciclista Gante-Wevelgem y se disputó el 8 de abril de 1987 sobre una distancia de 243 km.  
El vencedor fue el holandés Teun van Vliet (Panasonic) se impuso en la prueba. Los belgas Étienne De Wilde y Herman Frison fueron segundo y tercero respectivamente.

## Clasificación final
| Posición | Ciclista          | Equipo      | Tiempo     |
| -------- | ----------------- | ----------- | ---------- |
| 1        | Teun van Vliet    | Panasonic   | 5h 44' 00" |
| 2        | Étienne De Wilde  | Sigma       | s.t.       |
| 3        | Herman Frison     | Roland      | a 9"       |
| 4        | Roberto Pagnin    | Gewiss      | s.t.       |
| 5        | Allan Peiper      | Panasonic   | s.t.       |
| 6        | Rudy Dhaenens     | Hitachi     | s.t.       |
| 7        | Yvon Madiot       | Système U   | a 12"      |
| 8        | Eric Vanderaerden | Panasonic   | a 32"      |
| 9        | Ludo Peeters      | Superconfex | s.t.       |
| 10       | Phil Anderson     | Panasonic   | s.t.       |